# Кольцехвостый мунго
Кольцехвостый мунго, или полумангуст (на малагасийском — вунцика или кукиа) (лат. Galidia elegans) — хищное млекопитающее из семейства мадагаскарских виверр. Эндемик Мадагаскара. Внешне и по образу жизни напоминает небольшого мангуста.

## Описание

### Внешний вид

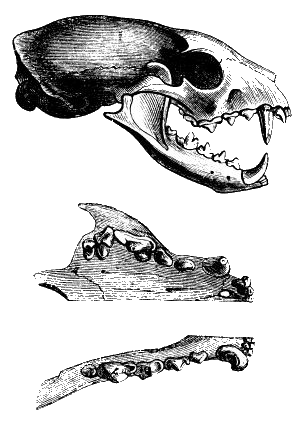
Череп кольцехвостого мунго

Размеры мелкие. Длина тела около 38 см, длина хвоста примерно 30 см. Туловище удлиненное, конечности средней высоты. Голова широкая в мозговом отделе с длинной мордой, сужающейся к носу. Уши средней высоты, закругленные, широко расставленные. Пальцы и когти короткие. У самок около половых органов имеются кожные специфические железы. Клыки короткие. Второй верхний предкоренной зуб очень маленький.
Выделяют несколько подвидов кольцехвостых мунго, различия в окраске между которыми объясняются хромосомными изменениями. В целом в окраске этих животных преобладают красно-коричневые тона, хотя разные подвиды могут быть темнее или светлее. Хвост имеет тот же цвет, что и остальное тело, но его всегда украшают 5—6 более тёмных кольцевых полос, давших название виду.

### Ареал и места обитания
Эндемик Мадагаскара. Населяет восточную, западную и северную части острова.
Обитает в основном в лесах.

### Поведение
Укрывается эти звери обычно в самостоятельно вырытых норах. Скрываются и в дуплах деревьев на высоте до нескольких метров над землёй, или даже в расселинах между камнями.
Передвигаются кольцехвостые мунго чаще всего по земле. Часто залезают на высокие деревья, как в поисках добычи так и без видимых причин. Взбираясь на дерево толщиной более 3 см, зверёк карабкается головой вверх, наподобие гусеницы. При толщине ствола менее 3 см он как бы идёт по нему, причём передняя лапа выдвигается одновременно с противоположной задней. Спускается мунго головой вниз, независимо от толщины ствола «шагая» по нему, как гусеница пяденицы.
Двигаясь по земле бегом или шагом, этот зверь изредка вдруг делает резкие развороты. В поисках добычи он может заходить и в воду.

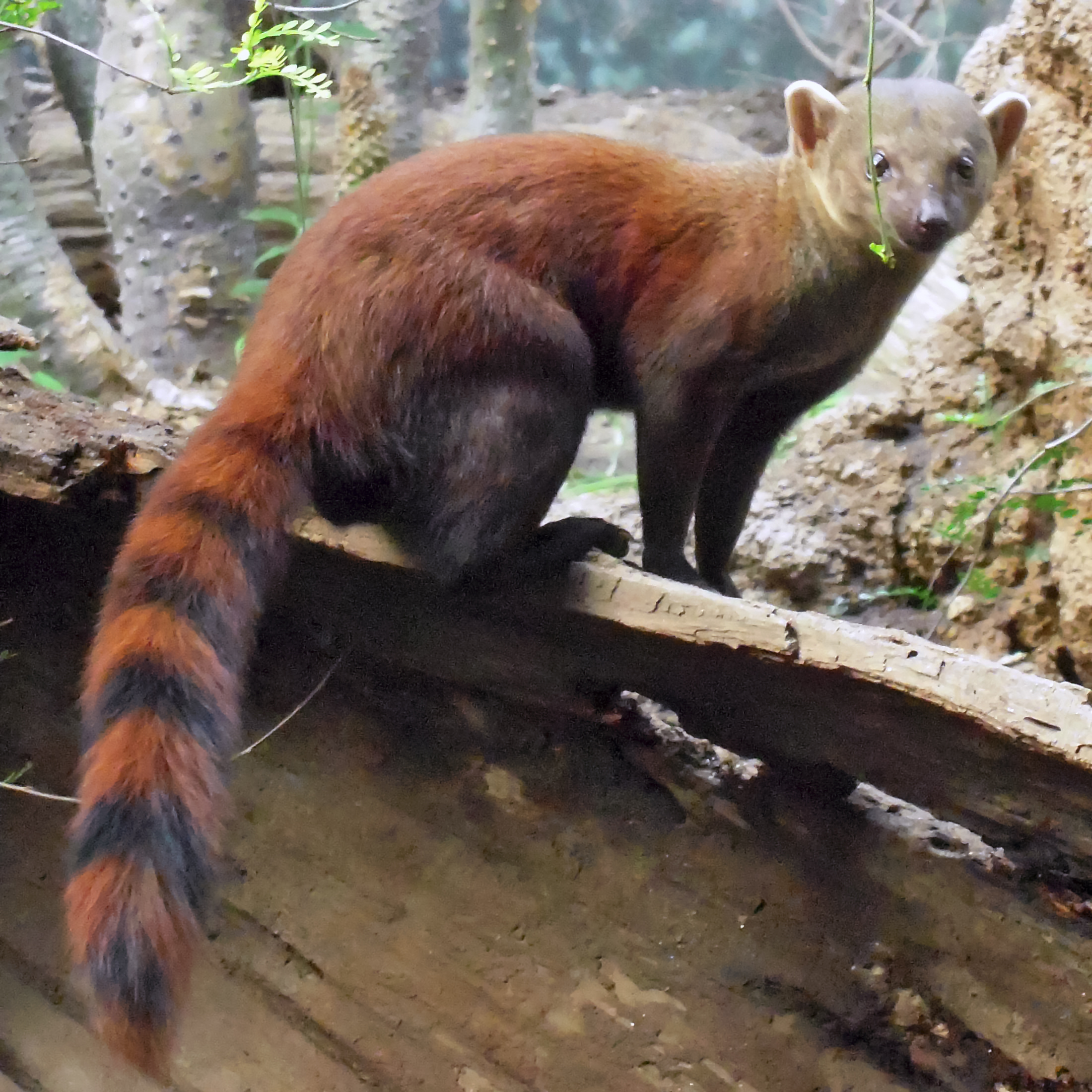

Подобно мангустам, кольцехвостые мунго умеют разбивать скорлупу яиц и панцири улиток. Животное берёт яйцо в передние конечности, укладывается на бок, поднимает задние лапы и, перехватив ими яйцо, бьёт его о камень или ствол дерева, а затем слизывает содержимое из расколотой скорлупы.
По сравнению с другими хищными Мадагаскара, этот зверь обладает широким диапазоном звуковых сигналов. Передвигаясь, они тихо посвистывают, подобно птицам; видимо, это сигнал общения. Они также издают разнообразное мяуканье. Хватая добычу, кольцехвостые мунго издают короткие, приглушённые повторяющиеся звуки. При защите или нападении они рычат или громко визжат.
Кольцехвостые мунго широко используют запаховые сигналы и маркировку территории. Маркировку они проводят так же, как и фаналуки. У этих мунго хорошо развиты анальные железы, а также рудентарная перианальная железа.
Живут кольцехвостые мунго небольшими семейными группами по 3—4 и более особей. При движении самка обычно идёт первой, самец следует за ней или замыкает процессию вслед за детёнышами. Группа обитает обычно в одной норе. Днём животные из одной группы подолгу играют друг с другом.

### Питание
В основном кольцехвостый мунго питается грызунами, которых он выслеживает с дерева или выкапывает из нор. Кроме того, его рацион включает множество различных некрупных животных: насекомых, червей, улиток, пресмыкающихся, мелких лемуров, а также яйца.

### Размножение и развитие

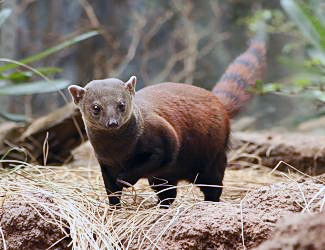

Период спаривание приходится на конец зимы и весну южного полушария.
Продолжительность беременности — немногим меньше трёх месяцев (в неволе 74—90 дней). Детёныши появляются на свет с августа по апрель, но большая часть рождений приходится на период с ноября по январь. В выводке всегда один детёныш, как это и свойственно большинству Мадагаскарских хищников.
Новорожденный имеет волосяной покров, окрас которого сходен с окрасом взрослой особи. Он незрячий — глаза открываются только на 6—8 день. Весит около 50 г и не способен передвигаться самостоятельно.
Сразу же после рождения детёныша самка выгоняет самца из норы и первые недели заботится о потомстве сама. Затем самец начинает поначалу подпускаться к детёнышу не ближе, чем на два метра. Постепенно это расстояние сокращается и через полтора месяца самцу позволяется подойти к детёнышу вплотную. Первый месяц самка переносит детёныша, держа его за шею зубами.
Детёныш развивается очень медленно. Он начинает ходить после 12 дней, мясная пища появляется в рационе через месяц, а питание молоком прекращается в 2—2,5 месяца.
В три месяца мунго начинают ловить кузнечиков, а иногда и мелких лягушек. Они подолгу играют с родителями, обычно имитируя в игре нападение и защиту.
В 10 месяцев молодые звери начинают ловить рыбу, а охотиться на грызунов не ранее 14 месяцев. В этом возрасте они уже покидают родителей, но окончательное отделение происходит не позже, чем в два года.

## Подвиды
- Galidia elegans elegans — Имеет тёмный красно-коричневый окрас с тёмно-бурым брюшком, усеянным серыми волосками. Кончики лап чёрные. Обитает в вечнозелёных лесах восточной части Мадагаскара.
- Galidia elegans dambrensis — Имеет более светлое, чем у предыдущего подвида, красновато-коричневое туловище. Брюшко, лапы и бока по окраске мало отличаются от остального тела. Обитает в северной части острова.
- Galidia elegans occidentalis — Окрас тела красновато-коричневый, а лапы, брюшко и бока чёрные. Встречается в карстовых районах на западе острова.